# Фанди Ахмад
Фанди бин Ахмад (енгл. Fandi bin Ahmad; Сингапур, 29. мај 1962) је сингапурски професионални фудбалски менаџер и бивши играч. Током своје професионалне каријере, углавном је играо као нападач, али и као везни играч. Заједно са ФА Сингапура, играо је и за Куала Лумпур ФА и Паханг ФА, и освојио титуле са сва три, укључујући два дубла 1992. и 1994., као и Златну копачку 1988. године. Фанди је такође играо за индонезијски Ниац Митра, холандски Гронинген, као и локалне сингапурске клубове Гејланг Унитед и САФФЦ.
На међународном нивоу са репрезентацијом Сингапура, Фанди је одиграо 101 утакмицу и постигао 55 голова, што је рекорд који и данас држи, Освојио је три сребрне медаље на Играма југоисточне Азије док је био капитен од 1993. до 1997. Након пензионисања, започео је своју тренерску каријеру 2000. године водећи свој бивши играчки клуб Сингапур, пре него што је прешао у индонежанску Пелиту Рају и малезијског Џохора, док је такође био помоћни национални тренер у бројним приликама док је водио своју фудбалску академију.
Фанди је описан као национална легенда Сингапура. Године 1994. добио је Pingat Bakti Masyarakat (Медаљу за јавну службу) за своја достигнућа, укључујући то што је био први сингапурски фудбалер који је играо у Европи, први сингапурски милионер спортиста и први сингапурски спортиста који има објављену биографију. Са супругом, јужноафричком манекенком Венди Џејкобс, има петоро деце, а отац му је Ахмад Вартам, бивши национални голман. Фанди је био на шестом месту на листи 50 највећих спортиста Сингапура века коју је објавио The Straight Times 1999. Његова деца, Икхсан, Илхан и Ирфан, такође су професионални фудбалери.

## Детињство
Као мало дете, Фанди је био опседнут фудбалом и проводио је много времена шутирајући лопту. Његова породица је живела у двособном јавном стану у Хоугангу. Његова породица је била радничка класа; Фанди је морао да прода локални наси лемак да би помогао породици. Фандијев отац, Ахмад Вартам, тада је био голман репрезентације. Фанди је почео да игра као голман, али га је учитељ саветовао да пређе на средину.
Када је имао 12 година, родитељи су му се развели, након чега је живео са оцем и бабом и дедом по оцу. У средњој школи, Серангун Гарденс, Фанди је играо за школски фудбалски тим, али је занемарио студије и понављао је годину. Затим је прешао на Сингапурски институт за техничко образовање и добио национални трговачки сертификат. Играо је за фудбалски клуб Каки Букит у аматерској националној фудбалској лиги, где га је приметио тренер Сингапура Себастијан Јап.

## Клупска каријера
Фанди се придружио екипи Сингапура 1979. и постао је стални играч средине терена, постигавши четири гола у својој првој сезони Купа Малезије. Пензионисање Аршада Камиса и Долаха Касима подстакло је Јита Синга, новог тренера Сингапура, да стави Фандија као нападача. Током сезоне купа Малезије 1980. Фанди је постигао осам голова, укључујући и победнички гол у финалу против Селангора. Уписао се у Националну службу у септембру 1980. и добио је лаке дужности, као што је скупљање смећа из кампа, како би могао да настави да игра за Сингапур. 1981. године Фанди је освојио ФАСову награду за фудбалера године јер је помогао Сингапуру да дође до финала Купа Малезије. Следеће године фудбалски савез Сингапура није играо на Купу Малезије из политичких разлога, а Фанди је подвргнут операцији рамена; није могао да игра фудбал шест недеља и превремено је отпуштен из Националне службе.
Селангор је позвао Фандија да игра за њих против аргентинског клуба Бока Јуниорс, у којем је наступио Дијего Марадона, у пријатељској утакмици, у којој је Фанди постигао једини гол за Селангор ; резултат је био 2 : 1. Фанди је добио понуде од неколико тимова из Купа Малезије, индонежанског тима Ниац Митра, швајцарског Јанг Бојса и холандског Ајакса. После тронедељних преговора, Ајакс је понудио Фандију трогодишњи уговор, али је Фанди уместо тога потписао једногодишњи уговор са Нијаком Митром, где је провео једну сезону, помогао им да успешно одбрани титулу у Галатама лиги и био трећи најбољи стрелац са 13 голова. У пријатељској утакмици између Нијака Митре и Арсенала, Фанди је постигао гол у победи од 2:0; међутим, напустио је Нијак Митру због изненадне забране играња страних играча у Галатама лиги.
Године 1983. Фанди се преселио у Холандију и потписао двогодишњи уговор са Гронингеном. Повреда бутине задобијена у пријатељском мечу га је оставила ван терена десет недеља, али је у својој првој утакмици Ередивизије постигао два гола у победи од 2 : 0 над Го Ахед Иглсима. Три дана касније, играо је у првој утакмици другог кола Купа УЕФА против италијанског Интера и постигао други гол у победи од 2 : 0, иако је у реваншу Гронинген поражен резултатом 1 : 5. Навијачи Гронингена прогласили су Фандија најпопуларнијим и највештијим играчем те сезоне; постигао је 10 голова у 29 утакмица и помогао холандском клубу да се подигне са деветог на пето место у Ередивизији. Као првоаприлску шалу, The Straight Times је објавио причу на насловној страни у којој се тврди да је Фанди потписао за Манчестер јунајтед. Његову другу сезону обележила је поновна повреда бутине и спор са тренером. Одиграо је само две пуне утакмице те сезоне и Гронинген му није понудио нови уговор. Током свог боравка у Холандији, Фанди је постигао 11 лигашких голова у 36 лигашких утакмица за Гронинген.
Следећи клуб за који је Фанди играо је Куала Лумпур, екипа из Малезије, која је 1987. освојила своју прву титулу у Купу Малезије. Следеће сезоне поново је био шампион Малезије; Фанди је освојио Златну копачку са 21 голом. После треће сезоне у Куала Лумпуру, у којој је освојио трећи узастопни Куп Малезије, Фанди је 1990. потписао двогодишњи уговор са грчким клубом ОФИ из Ираклиона. Међутим, проблеми са његовим међународним трансферним сертификатом спречили су га да игра за тим, па је после два месеца напустио Грчку. Фанди се тада придружио Пахангу, где се вратио да игра углавном у везном реду због својих година. Фанди је пропустио неколико месеци због повреда пете и бутине, и постигао је три гола како би помогао Пахангу да освоји Куп Малезије као и дуплу круну 1992. Те године је постао први сингапурски спортиста који је имао зараду у каријери већу од милион сингапурских долара (без корекције за инфлацију).
Фанди се вратио у Сингапур након што је клуб испао у други ниво малезијске лиге. Клуб је промовисан и стигао је до финала Купа Малезије 1993. године, а сезону 1994. завршио је као шампион Малезије у Купу и Лиги Малезије. Фанди, као капитен тима, је играо у 39 од 41 утакмице Сингапурске фудбалске федерације у сезони где су освојили дуплу круну, био је најбољи стрелац са 26 голова и проглашен је за играча сезоне. Такође је одликован државном медаљом, Pingat Bakti Masyarakat (Медаља за јавне службе). Следеће сезоне, Сингапур се повукао из Купа Малезије због формирања потпуно нове професионалне сингапурске лиге поз називом С. Лига. У својој инаугурационој сезони 1996. године, Фанди је био капитен Гејланг јунајтеда и био је најбољи стрелац са 11 голова, укључујући и гол који је потврдио шампионску титулу за Гејланг. Азијска фудбалска конфедерација прогласила га је за играча месеца јуна 1996. Гејлангу је дато посебно право да плати Фандију три пута већу плату од капацитета зарада у С. лиги. Своју играчку каријеру завршио је са три сезоне у Вориорсима, током којих су освојили две титуле С. лиге и два Купа Сингапура. Због повреда, Фанди је био ограничен углавном на кратке наступе као замена, али је наставио да постиже кључне голове, посебно два против камбоџанске екипе Ројал делфинса на Азијском клупском првенству, све до свог пензионисања 1999.

## Репрезентација
Од 1979. до 1997. Фанди је одиграо 101 наступ за фудбалску репрезентацију Сингапура,  постигао је 55 голова и зарадио место у Кући славних Азијске фудбалске конфедерације. Почео је као капитен омладинске репрезентације која је освојила Куп Лајон Ситија 1976. и 1977. затим се придружио сениорској репрезентацији на турнеји по Русији, где је играо у две пријатељске утакмице и постигао два гола у другој. Његова прва сениорска утакмица стигла је са 17 година, 3 месеца и 23 дана, што га је учинило најмлађим репрезентативцем Сингапура икада, све док његов рекорд није оборио Харисс Харун 2007. Међутим, на свом првом међународном такмичењу, СЕА Гамес 1979, Фанди није постигао гол у четири меча. Постигао је гол против Индије и Северне Кореје у квалификацијама за Олимпијске игре, али није постигао гол у три квалификационе утакмице за Светско првенство. На Овалтин купу 1981, Фанди је постигао све голове Сингапура у укупној победи над Малезијом резултатом 3 : 2. Фанди је постигао гол у поразу од Тајланда резултатом 1 : 2 у Купу краља 1981. и хет-трик против Филипина на СЕА играма 1981. Године 1992. Фанди је постигао два гола против Непала и једном против Тајланда у Купу краља, а затим је постигао погодак када је Сингапур победио Малезију са 3 : 1 у Овалтин купу.
Следеће године, Фанди је помогао Сингапуру да освоји прву од три сребрне медаље СЕА Игара, са два гола у победи у групној фази над Брунејем од 3:0 и два против Малезије у полуфиналу. Упркос повреди скочног зглоба у финалном поразу од Тајланда резултатом 1 : 2, играо је на Мерлион купу 1983. и постигао гол у победи у полуфиналу 1 : 0 против Кине. Друга сребрна медаља СЕА игара стигла је 1985. године, када је Фанди постигао гол против Малезије и Филипина у групној фази, а затим два гола против Брунеја у полуфиналу. На СЕА играма 1989. Фанди је постигао гол у победи од 4:0 над Мјанмаром која је одвела Сингапур у групну фазу, победник у последњем минуту у полуфиналу против браниоца титуле Индонезије и појединачни гол Сингапура у финалном поразу од 1:3 од Малезија. Тиме је комплетиран хет-трик сребрних медаља, иако је 2007. рекао да је „неосвајање златне медаље СЕА играма“ међу „његовим највећим неуспесима“. Фанди је такође играо на Азијским играма 1990. и постигао гол у победи од Пакистана резултатом 6 : 1.
Током СЕА игара 1991. године, Фанди је постигао оба Сингапурска гола против Мјанмара у групној фази, али је замењен у полуфиналном мечу, након што га је Индонежански бек Хери Сетјаван ударио лактом у око. Тај меч је завршен без голова, а Лавови су изгубили на пенале. Фанди је такође пропустио неуспели покушај Сингапура да се квалификује за Куп Азије 1992, пошто је задобио повреду пете. На СЕА играма 1993., Фанди је постигао хет-трик у победи над Филипинима резултатом 7 : 0, након чега је уследио други гол Сингапура у полуфиналном ремију 3 : 3 са Мјанмаром и једним голом у победи од 3 : 1 над Индонезијом с којом је Сингапур обезбедио бронзану медаљу. Фанди је такође играо на инаугурационом Купу Тигрова и постигао изједначујући гол против Малезије, гол против Брунеја и два против Филипина. Година 1997. је била разочаравајућа за Фандија, који није успео да постигне гол у Данхил купу и квалификацијама за Светско првенство. После СЕА игара 1997., где његов гол у полуфиналу није могао да спречи пораз од Индонезије резултатом 1 : 2, Фанди се повукао из репрезентативног фудбала.

## Белешке
1. ↑  Клуб који представља Оружане снаге Сингапура. Раније познати као САФФЦ, преименовани су у ФК Вориорс 2013.
2. ↑  ФИФА није прихватила рекорде Фудбалског савеза Сингапура из овог периода, тако да Фанди није наведен на листи фудбалера са 100 или више међународних утакмица.